# Friedrich Carl zu Stolberg-Gedern

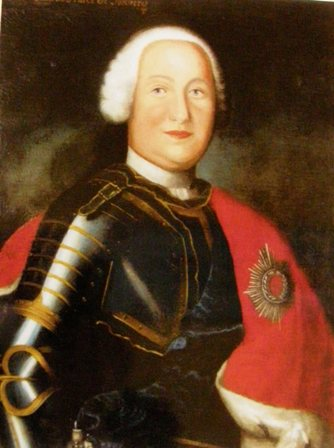
Friedrich Carl zu Stolberg-Gedern

Graf, seit 1742 Fürst Friedrich Carl zu Stolberg-Gedern (* 11. Oktober 1693 in Gedern; † 28. September 1767 ebenda) regierte die Herrschaft Gedern und führte u. a. auch den Titel Graf zu Königstein.
Seine volle Titulatur war vor der Fürstung Der Hochgebohrne Graf und Herr, Herr Friedrich Carl, Graf zu Stolberg, Königstein, Rochefort, Wernigeroda, und Hohenstein, Herr zu Epstein, Müntzenberg, Breuberg, Aigmont, Lohra und Klettenberg, Ihro Römischen Kayserlichen auch Königlichen Catholischen Majestät würklicker Cammer-Herr.

## Leben

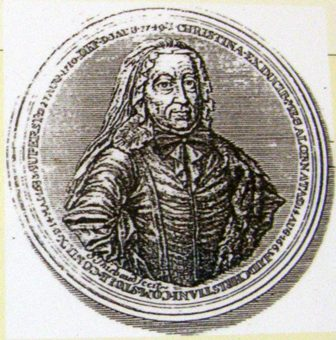
Gräfin Christine zu Stolberg-Gedern, geb. Herzogin zu Mecklenburg, die Mutter des Fürsten

Friedrich Carl zu Stolberg-Gedern war jüngerer Sohn des Grafen Ludwig Christian zu Stolberg und der Herzogin Christine zu Mecklenburg, einer Mutter von 24 Kindern, und bis zur Volljährigkeit ihrer Söhne Regentin in den Grafschaften Gedern und Wernigerode, einer Tochter des Herzogs Gustav Adolf, des Letzten der Linie Mecklenburg-Güstrow, sowie Schwester der dänisch-norwegischen Königin Louise zu Mecklenburg. Er war auch der jüngere Bruder des Grafen Christian Ernst zu Stolberg-Wernigerode und ein Vetter des Königs Christian VI.
Nach dem Tod seines Vaters 1710 erhielt er, durch dessen Testament vom 23. Januar 1699, die Herrschaft Gedern und später vom stolbergischen Anteil der Herrschaft Rochefort ein Sechstel, durch Abtretung seines Bruders Christian Ernst ein weiteres Sechstel und nach dem Tod des Grafen Heinrich August zu Stolberg-Schwarza auch dessen Sechstel. Seine Schwester Ferdinande Henriette (1699–1750) heiratete 1719 in Gedern den Grafen Georg August zu Erbach-Schönberg.

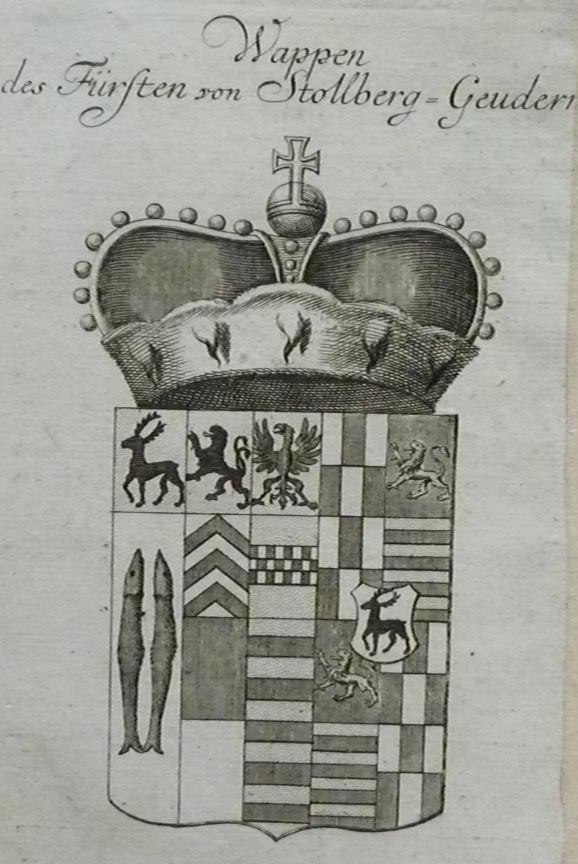
Wappen des Fürsten zu Stolberg-Gedern

Bei der Kaiserkrönung Karls VII. verwaltete Friedrich Carl zu Stolberg-Gedern im Namen des Kurhauses Braunschweig-Lüneburg das Erzamt des Erbschatzmeisters. Auf ausdrückliche Bitte des Grafen bei der Anwesenheit des Kaisers in Frankfurt am Main erkaufte er sich von diesem am 18. Februar 1742 die Erhebung in den Reichsfürstenstand, wobei aufgrund von Einsprüchen der anderen Grafen zu Stolberg nur für ihn selbst sowie seine Nachkommen und seine Schwester, die Stiftsdame Auguste Marie zu Herford, das Fürstendiplom ausgestellt wurde.
Friedrich Carl gilt als der eigentliche Stifter der Linie Stolberg-Gedern des Hauses Stolberg, die im Jahre 1804 in männlicher Linie ausstarb und an die Linie Stolberg-Wernigerode fiel. Während seiner Regierungszeit ließ er das Schloss Gedern stark ausbauen und das Rentamt neu erbauen. Zuletzt litt er langwierig an der Wassersucht.

## Auszeichnungen
1733 erhielt Stolberg-Gedern den Elefanten-Orden von Christian VI.

## Nachkommen

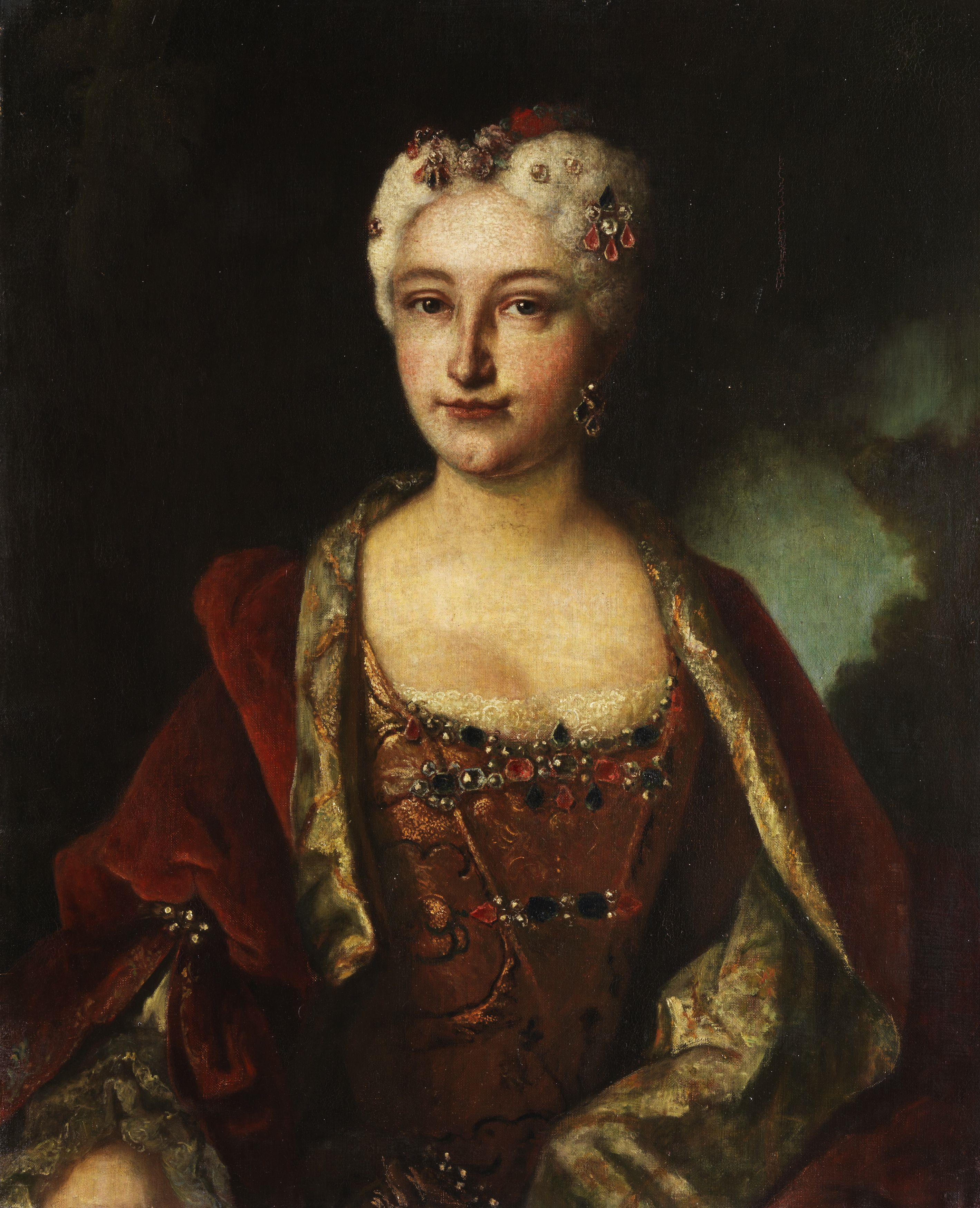
Gemahlin des Fürsten: Louise, geb. Gräfin zu Nassau-Saarbrücken

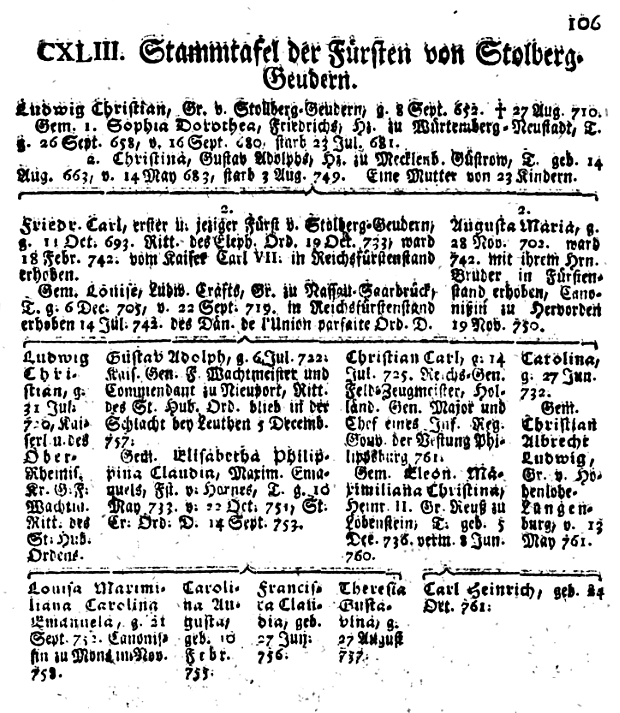
Stammtafel des Fürsten im Geschichts-, Geschlechts- und Wappen-Calender der durchlauchtigen Welt, 1767

Friedrich Carl heiratete am 22. September 1719 Louise, die Tochter des Grafen Ludwig Kraft von Nassau-Saarbrücken. Sie starb ein Jahr vor ihm, am 28. Oktober 1766. Aus dieser Ehe gingen folgende Kinder hervor:
- Ludwig Christian (* 1720; † 1770), Generalfeldwachtmeister des Oberrheinischen Kreises
- Gustav Adolf (* 6. Juli 1722; † 5. Dezember 1757), Generalmajor, fiel in der Schlacht von Leuthen ⚭ Elisabeth Philippine de Hornes (* 10. März 1733; † 26. Januar 1826), Tochter des Maximilian Emanuel, Fürst von Hornes

Luise zu Stolberg-Gedern (1752–1824), ⚭ 1772 Charles Edward Stuart, jakobitischer Thronprätendent
- Christian Carl (* 14. Juli 1725; † 21. Juli 1764), Reichsgeneralfeldzeugmeister, war designierter Nachfolger seines Vaters, starb aber vor ihm

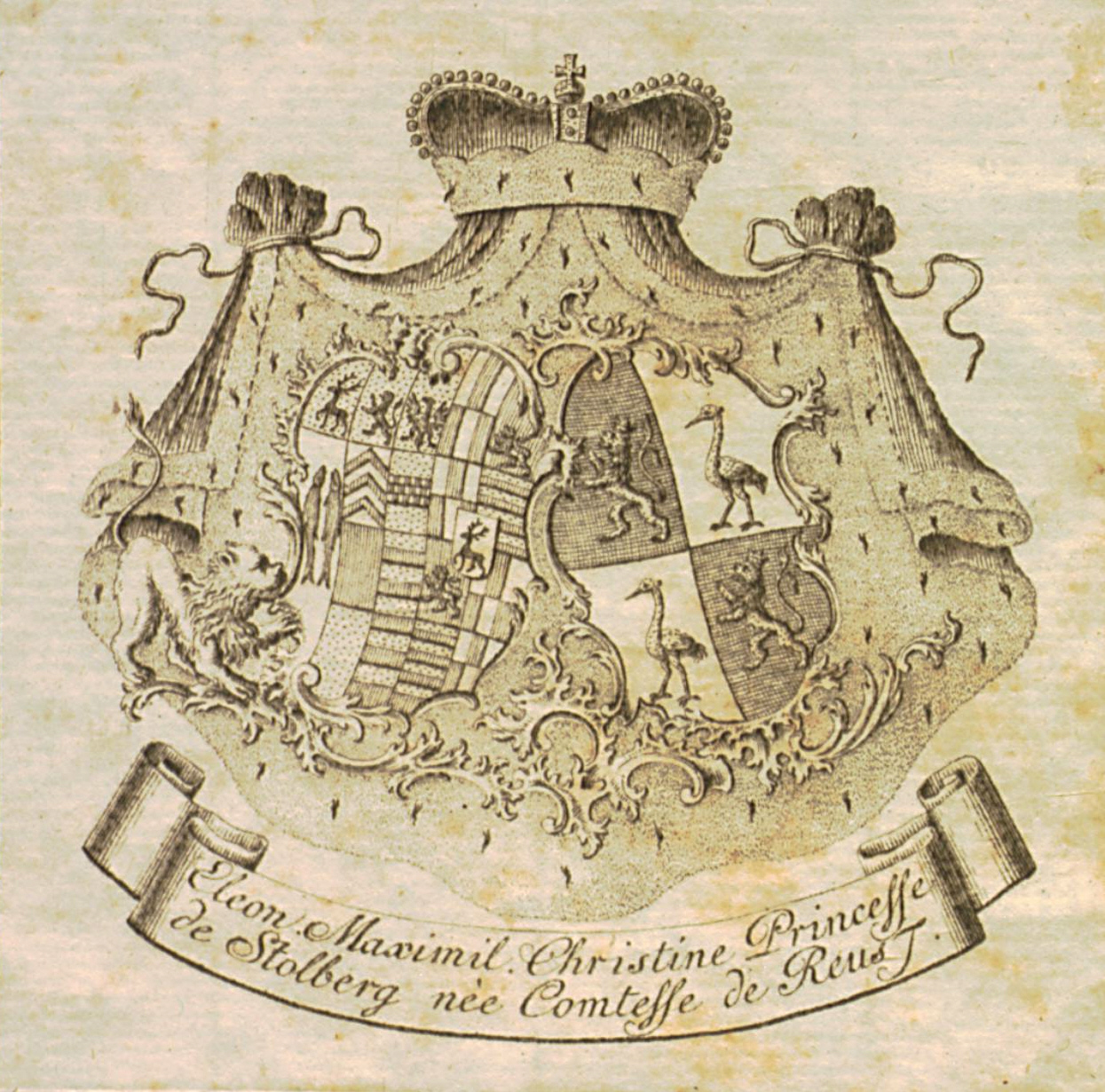
Ehewappen der Fürstinmutter und Regentin Eleonore zu Stolberg-Gedern, geb. Gräfin Reuß zu Lobenstein

⚭ (1760) Gräfin Eleonore Reuß zu Lobenstein, Regentin von Stolberg-Gedern (1767–1782)
1. Carl Heinrich (* 1761; † 1804), letzter Fürst zu Stolberg-Gedern (1767–1804)
2. Luise (* 1764; † 1834) ⚭ (1780) Herzog Karl von Sachsen-Meiningen ⚭ (1787) Herzog Eugen von Württemberg
- Caroline (* 1731; † 1796) ⚭ (1761) Fürst Christian Albrecht zu Hohenlohe-Langenburg